# Pseudoselago subglabra
Pseudoselago subglabra är en flenörtsväxtart som beskrevs av O.M. Hilliard. Pseudoselago subglabra ingår i släktet Pseudoselago och familjen flenörtsväxter. Inga underarter finns listade i Catalogue of Life.